# 安东尼奥·拉布里奥拉
安东尼奥·拉布里奥拉（義大利語：Antonio Labriola，1843年7月2日—1904年2月12日），意大利马克思主义理论家和哲学家。虽然他是一位学术哲学家，从未成为任何马克思主义政党成员，但他的思想对20世纪初意大利的许多政治理论家产生影响，包括意大利自由党创始人贝内德托·克罗齐，以及意大利共产党领袖安东尼奥·葛兰西和阿马迪奥·博尔迪加。他还影响了俄罗斯革命家和苏联政治家列昂·托洛茨基。